# Liste der Monuments historiques in Oltingue
Die Liste der Monuments historiques in Oltingue führt die Monuments historiques in der französischen Gemeinde Oltingue auf.

## Liste der Bauwerke
| Bezeichnung                  | Beschreibung                                                           | Standort                                        | Kennzeichnung | Schutzstatus | Datum | Bild           |
| ---------------------------- | ---------------------------------------------------------------------- | ----------------------------------------------- | ------------- | ------------ | ----- | -------------- |
| Kapelle St-Martin-des-Champs | ehemalige Pfarrkirche, heute Friedhofskapelle, 14. und 15. Jahrhundert | südwestlich des Ortes (rue Saint-Martin) (Lage) | PA00085573    | Classé       | 1991  | weitere Bilder |
| Kapelle St-Brice             | Wallfahrtskapelle mit Bauernhof, ab dem 14. Jahrhundert                | östlich des Ortes (Lage)                        | PA68000046    | Inscrit      | 2006  | weitere Bilder |

## Liste der Objekte
| Bezeichnung                            | Beschreibung                                                                                            | Standort                                  | Kennzeichnung | Schutzstatus | Datum | Bild |
| -------------------------------------- | --- | ----------------------------------------- | ------------- | ------------ | ----- | ---- |
| Zwei Seitenaltäre                      | Holz, farbig gefasst und vergoldet, und Ölfarbe auf Leinwand, um 1805; Gemälde von Jean-Jacques Bulffer | in der Kapelle St-Martin-de-Champs (Lage) | PM68001502    | Inscrit      | 1995  |      |
| Gemälde Verklärung des heiligen Martin | Ölfarbe auf Leinwand, 1805 von Jean-Jacques Bulffer                                                     | in der St-Martin-des-Champs (Lage)        | PM68001503    | Inscrit      | 1995  |      |
| Kreuzweg                               | acht Gemälde aus dem 19. Jahrhundert                                                                    | in der Kapelle St-Martin-de-Champs (Lage) | PM68001504    | Inscrit      | 1995  |      |
| Orgel                                  | Haupteintrag für PM68000490                                                                             | in der Kirche St-Martin (Lage)            | PM68000916    | Classé       | 1973  |      |
| Instrumentalteil der Orgel             | 1843 von Calinet Fréres gebaut                                                                          | in der Kirche St-Martin (Lage)            | PM68000490    | Classé       | 1973  |      |
| Altar und Skulptur Heiliger Brictius   | Holz, farbig gefasst und vergoldet, 18. und 19. Jahrhundert                                             | in der Kapelle St-Brice (Lage)            | PM68001507    | Inscrit      | 1995  |      |
| Opferstock                             | Holz, 1811                                                                                              | in der Kapelle St-Brice (Lage)            | PM68001505    | Inscrit      | 1995  |      |
| Hauptaltar                             | Altartisch, Retabel und fünf Skulpturen; Holz, farbig gefasst und vergoldet, 18. Jahrhundert            | in der Kapelle St-Brice (Lage)            | PM68001506    | Inscrit      | 1995  |      |
| Skulptur Madonna mit Kind              | Holz, farbig gefasst und vergoldet, 15. Jahrhundert                                                     | in der Kirche St-Martin (Lage)            | PM68000272    | Classé       | 1978  |      |